# 諾韋 (拉茲傑利納亞區)
46°53′19″N 29°52′13″E / 46.88861°N 29.87028°E
諾韋（烏克蘭語：Нове）是位於烏克蘭西南部的村莊，由敖德萨州羅茲季利納區的斯捷潘尼夫卡市鎮負責管轄。該村始建於1836年，面積0.49平方公里，海拔高度45米，2001年人口36，人口密度每平方公里72.87人。